# Олеський замок (срібна монета)
«Олеський замок» —  пам'ятна монета номіналом 10 гривень, випущена Національним банком України, присвячена комплексній пам’ятці архітектури та історії – Олеському замку.
Монета введено в обіг  17 серпня  2021 року. Вона належить до серії «Пам'ятки архітектури України».

## Опис та характеристики монети
| Номінал грн. | Метал  | Маса, грам | Діаметр, мм. | Якість виготовлення | Гурт                           | Тираж, штук |
| ------------ | ------ | ---------- | ------------ | ------------------- | ------------------------------ | ----------- |
| 10           | срібло | 31,1       | 38,6         | пруф                | гладкий із заглибленим написом | 3 000       |

### Аверс
На аверсі монет розміщено малий Державний Герб України (ліворуч), різьблене в камені зображення над в’їзною брамою замку часів перебудови Яном Даниловичем (праворуч). Ці зображення здійснені на тлі  гравюри Олеського замку, датованої ХІХ ст. Унизу на дзеркальному тлі абрису зубців розташовані написи: "УКРАЇНА",  "2021", "10 ГРИВЕНЬ".

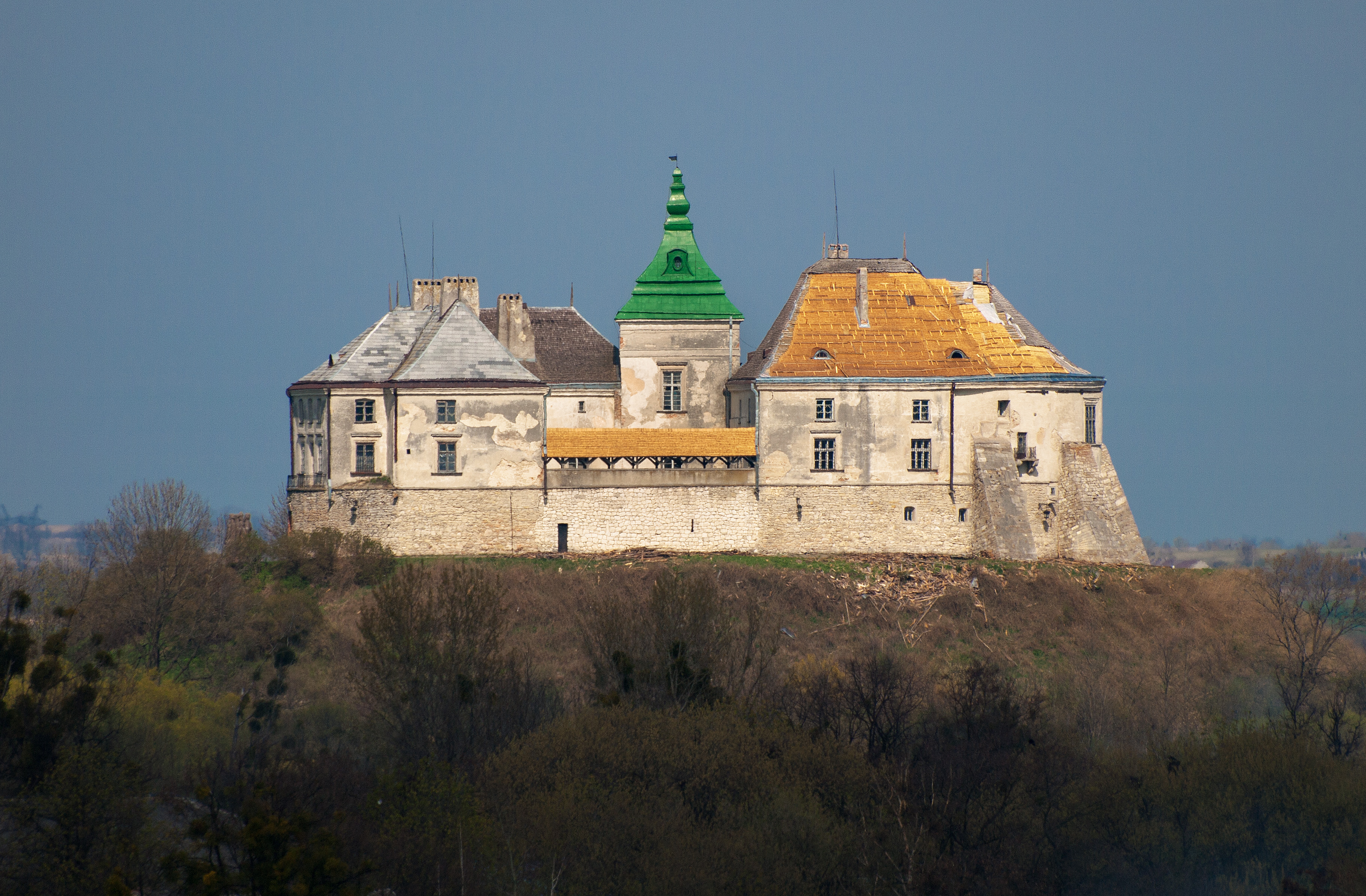
Олеський замок

### Реверс
На реверсі монети угорі праворуч розміщено напис "ОЛЕСЬКИЙ ЗАМОК", а на дзеркальному тлі зображено сам Олеський замок.

## Автори
- Художники —  Таран Володимир, Харук Сергій, Харук Олександр.
- Скульптори:  Демяненко Анатолій, Чайковський Роман.[1]

## Вартість монети
Роздрібна ціна Національного банку України у 2021 році була 1 666 гривень.
Фактична приблизна вартість монети, з роками змінювалася так:
| Рік        | 2022  | 2023  | 2024  | 2025  |
| ---------- | ----- | ----- | ----- | ----- |
| Ціна, грн. | 1 800 | 2 330 | 3 000 | 3 300 |